# Peerless Cars

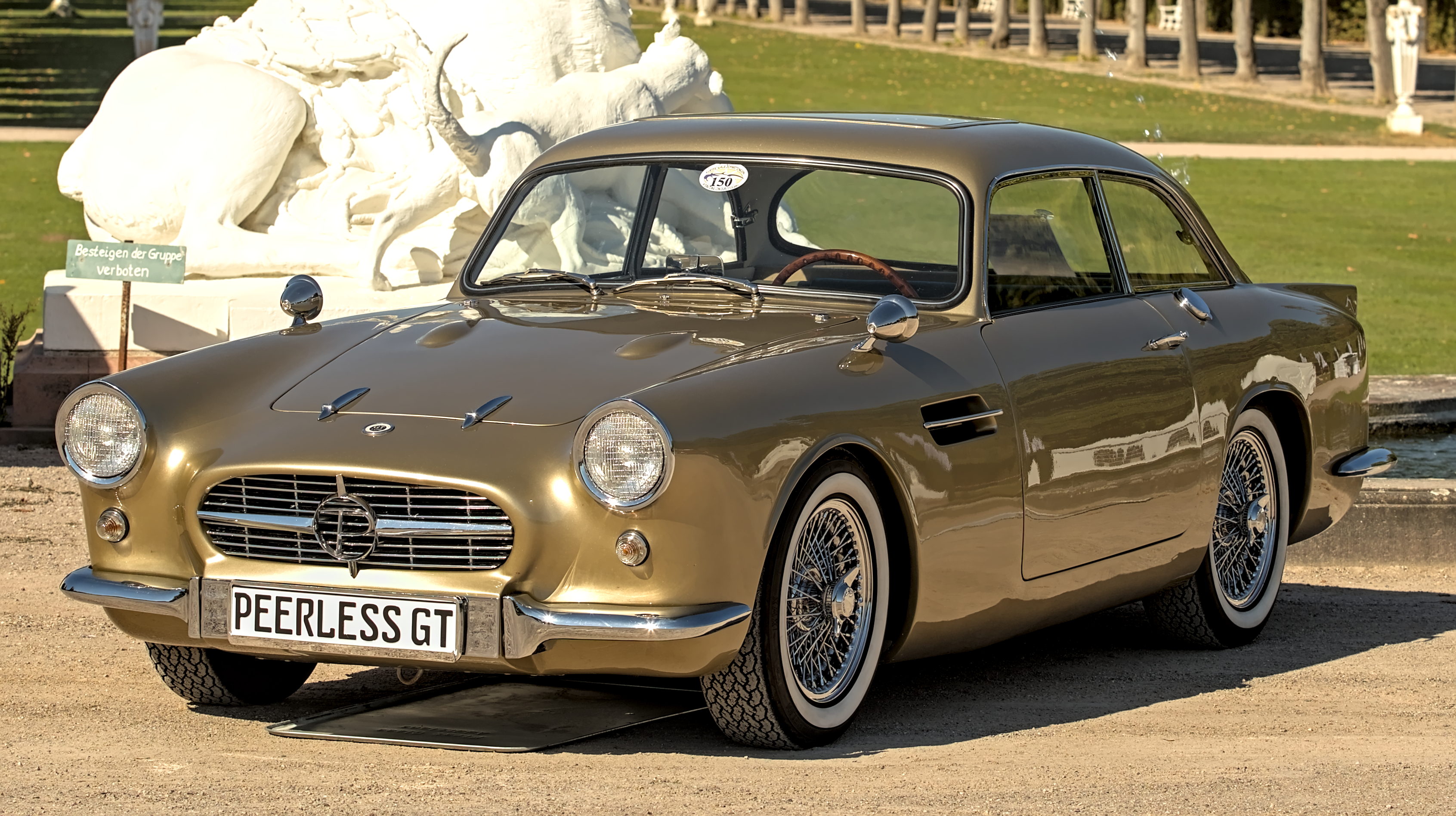
Peerless GT

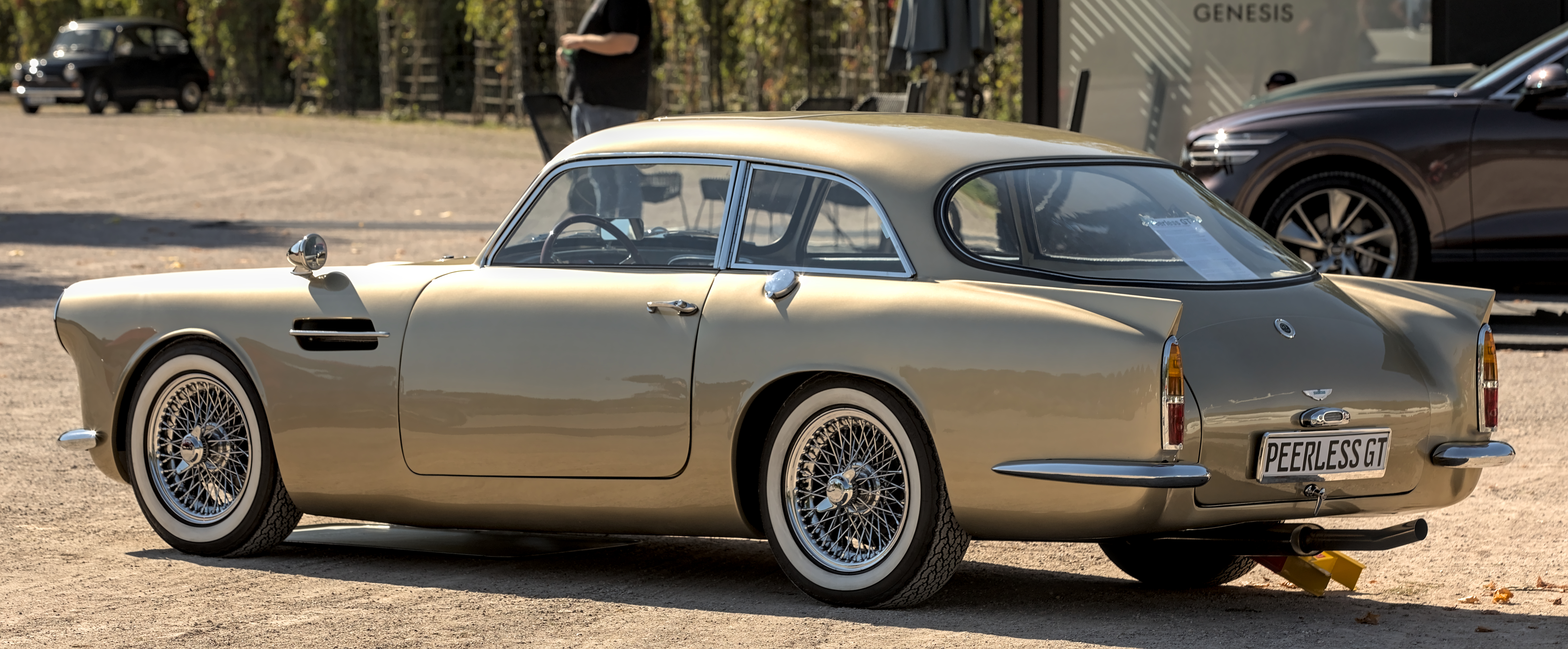
Heckansicht

Die Peerless Cars Ltd. war ein britischer Automobilhersteller, der 1957 bis zur Pleite 1960 in Slough (Berkshire) den Peerless herstellte.
Der Prototyp dieser sportlichen Limousine hieß anfangs Warwick und wurde von Bernie Rodger für die Firmengründer John Gordon und James Byrnes entworfen.
Zu Produktionsbeginn 1957 benannte man den Wagen in Peerless um. Er hatte die Mechanik des Triumph TR3, eingebaut in einen Rohrrahmen mit De-Dion-Hinterachse. Die Karosserie des attraktiven 4-Sitzers bestand aus GFK. Der Wagen zeigte ein gutes Leistungsvermögen, war aber teuer in der Herstellung und die Fertigungsqualität entsprach nicht den gleich teuren Modellen großer Hersteller. Nach rund 325 Exemplaren wurde die Fertigung 1960 eingestellt.
Bernie Rodger zog noch einmal eine Produktion des äußerlich wenig veränderten Fahrzeugs mit großer, vorne angeschlagener Fronthaube, einem steiferen „Space-Frame“-Chassis und einem überarbeiteten Armaturenbrett als Warwick auf.
John Gordon und Jim Keeble nutzten den Peerless-Space-Frame als Basis für den 1960 vorgestellten Gordon GT mit Chevrolet-Motor und einer Karosserie, die von Giugiaro entworfen und von Bertone gebaut wurde. Ab 1964 wurde daraus der Gordon-Keeble.

## Modelle
| Modell | Bauzeitraum | Zylinder | Hubraum  | Leistung        | Radstand |
| ------ | ----------- | -------- | -------- | --------------- | -------- |
| GT     | 1957–1960   | 4 Reihe  | 1991 cm³ | 100 bhp (74 kW) | 2400 mm  |